# Hernando County
Hernando County är ett administrativt område i delstaten Florida, USA, med 172 778 invånare. Den administrativa huvudorten (county seat) är Brooksville. 

## Geografi
Enligt United States Census Bureau har countyt en total area på 1 526 km². 1 239 km² av den arean är land och 287 km² är vatten. 

### Angränsande countyn
- Citrus County, Florida - nord
- Sumter County, Florida - öst
- Pasco County, Florida - syd

### Större orter
- Brooksville
- North Weeki Wachee
- Spring Hill
- Timber Pines